# 釋演培
釋演培（1918年1月13日—1996年），俗姓李，法名演培，法號諦觀，生於江蘇揚州邵伯镇，為太虛大師弟子，著名佛教学者、高僧。擁有中華民國與新加坡雙國籍。

## 生平
1918年1月13日（農曆丁已年十二月初一日），出生于邵伯镇管家庄的一户贫农家庭。父李国琚，母吴氏。十二岁剃度出家，成为沙弥，法名演培。
在太虛大師創立漢藏教理院時，演培前往聽課，成為太虛的門下弟子。太虛大師囑咐演培法師要好好親近印順法師，向他學習。印順法師為演培法師及妙欽、文慧三人，特別講授《攝大乘論》。兩人從此以師友相交。1941年，演培法師受太虛大師之命前往四川合江創辦法王學院，演培禮請印順法師為導師，繼改任院長。
1948年，印順導師至福建廈門南普陀寺，創立大覺講社。演培法師由杭州至廈門任教。不久，因國共內戰，講社停辦，印順導師與演培法師等人移居香港，在香港進行《太虛大師全集》的校對。
1952年3月，應李子寬居士邀請，至台灣接手台灣佛教講習會。
1957年，在印順導師之後，出任台北善导寺住持，後在福嚴精舍教授佛學。1957年，開始出國至泰國、柬埔寨、越南等地弘法。1960年，卸下善導寺住持後，離開台灣，至東南亞一帶弘法，主要以新加坡為主。
1968年，演培法師回到台北，在榮民總醫院做身體檢查，李子寬居士聘請他為南投日月潭玄奘寺住持。但因為演培法師在新加坡的弘法事業，實際寺院事務由聖印法師負責。
1981年，取得新加坡公民權，演培法師在新加坡創辦福慧講堂。
1990年，出任新加坡光明山普覺寺住持。
1991年，演培法師創辦新加坡佛教福利协会。
1996年11月10日圓寂，享壽79岁。

## 开示录
释演培曾经讲解的经论包括六祖坛经、解深密经语体释、部派时代、慈悲三昧水忏、观世音菩萨普门品等等。

## 著作
演培法师对佛经的研究颇有造诣，并四处传播佛教，言教均载于《谛观全集》（三十四册）
与《谛观续集》（十二册）中。

## 剃度弟子
- 宽严法师
- 淨明法师:台灣高雄元亨寺住持